# Pedro III do Congo
Pedro III (1648 - 1683) foi o manicongo (rei) do Reino do Congo em São Salvador por um curto tempo em 1669 e depois rei de Lemba até sua morte em 1683 durante a guerra civil. 

## Biografia
Oriundo da região de Umpemba, serviu como marquês da região. 
Em 1667 o rei Álvaro VIII envia um embaixador a Luanda para decidir sobre a exploração de minérios em Umpemba e Umbamba. Entretanto o acordo na qual os embaixadores chegaram com Luanda prejudicava muito o governo de Dom Pedro, marquês de Umpemba e Teodósio, duque de Umbamba. Este último aceita os termos, porém Pedro de Umpemba não e por isso lidera um exercito a São Salvador e destrona o rei Álvaro VIII. Após isso o marquês se proclama rei, como Pedro III. Pouco tempo depois o conde de Soio reage ao golpe depondo Pedro e proclamando o Quimpanzo Álvaro IX como rei. 
Na mesma época ele assume o controle da região de Lemba, se proclamando rei como oposição aos demais reclamantes ao trono. Ele promove invasões á São Salvador em 1673 e depõe seu rival Rafael. Anos depois em 1678 ele invade novamente São Salvador com aliados jagas e assassina o rei Daniel. Logo depois a cidade é destruída e abandonada. 
Pedro III é assassinado em 1683 em Lemba, após uma conspiração do conde de Soio, António da Silva Barreto. Na ocasião ele estava prestes a se casar com uma princesa Quimpanzo, porém havia um assassino disfarçado de noiva que o matou a tiros e conseguiu escapar. Pouco depois de sua morte ele é sucedido por João II. 